# Номерні знаки Центральноафриканської Республіки

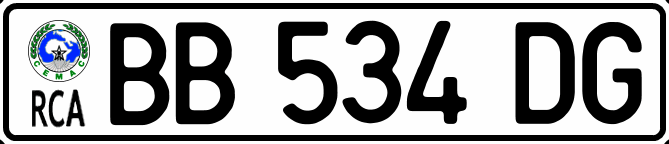
Регулярний номер

КодЦАР для міжнародного руху ТЗ — (RCA).

## Регулярні номерні знаки
Чинну схему регулярних номерних знаків ЦАР запроваджено в 2007 році. Вона має формат АБ123ВГ, де АБ — серія (покажчик типу ТЗ), 123 — номер, ВГ — код регіону. Регулярні пластини мають біле тло з чорними знаками. В лівому боці розташовано емблему Центральноафриканського економічно-валютного співтовариства (СЕМАС) та код RCA.

### Регіональне кодування
В ЦАР налічується 17 регіонів.
- Бамінгі-Бангоран — ВВ
- Бангі — BG
- Вакага — * Верхнє Кото — * Верхнє Мбому — * Кемо — * Лобає — LB
- Мамбере-Кадей — MK
- Мбому — * Нана-Гребізі — NG
- Нана-Мамбере — NM
- Нижнє Кото — BK
- Омбела-Поко — * Санга-Мбаере — * Увака — UK
- Увамо — UA
- Увамо-Пенде -

### Кодування за типом ТЗ
- Ах, Вх — юридичні особи
- Dx — приватні особи
- ТА — тимчасові номерні знаки

## Інші формати

### Тимчасові номерні знаки
Тимчасові номерні знаки мають червоне тло, на якому розташовано білі символи. Формат таких знаків ТА123БВ, де ТА — серія (покажчик тимчасовості), 123 — номер, БВ — код регіону

### Дипломатичні номерні знаки
Номерні знаки дипломатичного персоналу за французьким прикладом мають зелене тло та помаранчеві або білі символи.

#### Номерні знаки послів
ТЗ голів дипломатичних місій мають формат 123CMD456, де 123 — код країни, CMD — покажчик голови дипломатичної місії, 456 — номер.
| 012CMD001 |

#### Номерні знаки інших дипломатів
ТЗ дипломатичного персоналу мають формат 123СD456, де 123 — код країни, CD — покажчик дипломатичного корпусу, 456 — номер.
| 012 CD 345 |

#### Консульський персонал
Номерні знаки адміністративного і технічного персоналу дипломатичних місій мають формат 123К456, де 123 — код країни, К — консул, 456 — номер.
| 012 K 345 |